# اریه التمن
اریه التمن (عبری: אריה אלטמן‎؛ ۶ ژانویه ۱۹۰۲ – ۲۱ اوت ۱۹۸۲) یک سیاست‌مدار اهل اسرائیل بود.